# Сапарбекулы, Абзал
Абзал Сапарбекулы (6 августа 1975, Жуалынский район, Жамбылская область, Казахская ССР) — казахстанский государственный деятель, дипломат, посол Республики Казахстан в Турции и по совместительству в Албании.

## Биография
Родился 6 августа 1975 года в Жамбылской области Казахской ССР.
В 1999 году окончил Ближневосточный технический университет (Middle East Technical University) в Анкаре, Турция по специальности «Международные отношения»
- Референт, Атташе Министерство иностранных дел Республики Казахстан (2000—2003);
- Атташе, третий секретарь, второй секретарь Посольства Республики Казахстан в Турецкой Республике (2003—2008);
- Директор Департамент международного сотрудничества Национальная компания «Қазақстан темір жолы» (2008);
- Советник Постоянное Представительство Республики Казахстан при Европейском отделении ООН г. Женева (2008—2011);
- Директор секретариат Тюркского совета (2011—2014);
- Заместитель генерального секретаря Совет сотрудничества тюркоязычных государств/Тюркский совет, г. Стамбул (2014—2017);
- Чрезвычайный и Полномочный Посол Республики Казахстан в Турецкой Республике и по совместительству в Албании (5 апреля 2017—15 марта 2022).

Владеет казахским, русским, английским и турецким языками.

## Семья
Женат. 4 детей.